# Isabelle Bassong
Jeanne Isabelle Marguerite Bassong (9 tháng 2 năm 1937 - 9 tháng 11 năm 2006) là một nhà ngôn ngữ học, nhà ngoại giao và đại sứ người Cameroon, người đại diện cho đất nước của bà tại các quốc gia Benelux trong 17 năm.
Bà được sinh ra với tên khai sinh Jeanne Isabelle Marguerite Akoumba Monneyang ở Ebolowa ở Vùng phía Nam của Cameroon; Cha bà là một công chức và mẹ bà là một bà nội trợ. Bà đã thực hiện giáo dục trung học ở thành phố Douala trước khi đến Cahors tại Pháp nơi bà có được baccalaureate trong khoa học thực nghiệm. Bà tiếp tục học tại Sorbonne tại Paris nơi bà có bằng cử nhân và bằng tốt nghiệp của các nghiên cứu cao hơn về ngôn ngữ học. Sau đó, bà đã đến Hoa Kỳ nơi bà học tại Đại học Colorado Denver, tốt nghiệp Thạc sĩ Khoa học Ngôn ngữ học.
Bà được bổ nhiệm làm Giám đốc Dịch vụ Ngôn ngữ cho Quốc hội Cameroon khi trở về Cameroon vào năm 1964. Tháng 2 năm 1984, bà được bổ nhiệm làm Bộ trưởng Bộ Y tế. Bà gia nhập ngành ngoại giao vào cuối những năm 1980, làm đại sứ của Cameroon tại Bỉ, Hà Lan, Luxembourg và Cộng đồng châu Âu từ năm 1989 đến 2006. Là một trong những đại sứ phục vụ lâu nhất tại Brussels, bà từng là Chủ tịch Ủy ban Đại sứ của Châu Phi, Caribbean và Nhóm Thái Bình Dương. Bà đại diện cho đất nước của mình trong một số cuộc đàm phán quan trọng: Công ước thứ tư Công ước Lomé năm 1990, Công ước sửa đổi năm 1995 và Thỏa thuận Cotonou năm 2000, cũng như làm Luật sư của Cameroon tại Quốc tế Tòa án Công lý tại The Hague trong các phiên điều trần dài về tranh chấp với Nigeria về chủ quyền của Bán đảo Bakassi.
Bà cũng là một thành viên của cầm quyền Phong trào Dân chủ Nhân dân Cameroon, làm trợ lý thư ký của đảng cho báo chí, thông tin và tuyên truyền. Bà qua đời ở Brussels, để lại một người chồng và ba đứa con. Bà đã được tổ chức hai đám tang chính thức, tại Brussels và tại thủ đô của Cameroon Yaoundé, nơi bà được chôn cất.